# Flugplatz Out Skerries

i7
i11
i13
Der Flugplatz Out Skerries (IATA-Code: OUK) ist ein Flugplatz auf der abgelegenen Inselgruppe Out Skerries in Shetland, im Norden von Schottland, mit einer einzigen Landebahn aus Kies, ansonsten gibt es keine anderen Einrichtungen. Der 1974 eröffnete Flugplatz liegt auf der Insel Bruray in der Nähe des Hafens. Im Dezember 2015 stellte Directflight die Flüge von Tingwall ein, seitdem gibt es keine kommerziellen Linienflüge mehr.
Auf der gesamten Inselgruppe der Out Skerries leben rund 75 Menschen, davon nur 24 auf der Insel Bruray mit dem Flugplatz (2015).